# Herminia nyctichroa
Herminia nyctichroa är en fjärilsart som beskrevs av Turner 1908. Herminia nyctichroa ingår i släktet Herminia och familjen nattflyn. Inga underarter finns listade i Catalogue of Life.